# Храм Юноны Монеты
Храм Юноны Монеты (лат. Templum Iunonis Monetæ) ― древнеримское культовое сооружение, располагавшееся в крепости на Капитолийском холме. В непосредственной близости от храма находился монетный двор, где впервые начали чеканить римские монеты, и, вероятно, поэтому храм начал ассоциироваться с этим местом. 

## Этимология
Юнона Монета ― второе имя богини Юноны, которое отождествляет её с богиней Монетой, которой поклонялись в некоторых землях за пределами Рима и которая считалась хранительницей городской казны. В течение более четырёх веков в её храме чеканились монеты. Во время правления императора Домициана монетный двор был перенесён к Колизею. 
Цицерон предполагает, что имя Монеты произошло от глагола «monere» (предупреждать), потому что во время землетрясения голос из этого храма потребовал искупительной жертвы беременной свиноматки. Здесь есть связь со старой римской легендой о том, что священные гуси Юноны оповестили римлян под командованием полководца Маркус Манлий Капитолина о скором штурме города со стороны галлов в 390 г. до н. э. Однако современные ученые отвергают это объяснение и утверждают, что Монета была также именем богини, которой поклонялись в некоторых местах за пределами Рима, и когда её культ был привнесён в Рим, граждане приравнивали её к Юноне. 
Монета ― также одно из имён греческой богини Мнемосины, матери Музы, которое употребляет Ливий Андроник в своём переводе Одиссеи. Гай Юлий Гигин называет Юпитера и Монету родителями муз. 

## История
В начале военных действий с аврунками в 345 г. до н. э. консул Камилл решил призвать богов в помощь римлянам, дав клятву построить храм Юноны Монеты. После триумфального возвращения в Рим он ушёл в отставку со своего поста, а сенат назначил двух комиссаров для строительства храма. Они выбрали место в цитадели, где находился дом Марка Манлия Капитолина, и посвятили построенный храм через год после принесения клятвы. Об этой истории упоминают Овидий и Тит Ливий. 
В храме хранились Libri Lintei, списки ежегодно избираемых консулов с 444 г. до н. э. до 428 г. до н. э. С 273 г. до н. э. римский серебряный монетный двор и его мастерские были прикреплены к храму. 
Согласно легенде, именно здесь римская сивилла предсказала пришествие Христа императору Октавиану Августу, которому было дано небесное видение Девы Марии, стоящей на алтаре с младенцем Христом. Август якобы построил алтарь на месте ― алтарь небес или ara coeli ― и около него затем была построена церковь Санта-Мария-ин-Арачели. Хотя первоначальное строение церкви не может быть датировано временем правлением Августа (христианство стало государственной религией Римской империи только в IV веке), но к VI веку существующая церковь уже считалась старой. Впоследствии церковь перестраивалась, в своём текущем виде была построена в XIII веке.